# Lutero (opera teatrale)
Lutero (Luther) è un dramma del drammaturgo britannico John Osborne, debuttato a Nottingham nel 1961. Il dramma è incentrato sulla figura dell'iniziatore della Riforma Protestante Martin Lutero e ne narra la vita a partire dal momento in cui fu accettato nell'ordine agostiniano. Sono protagonisti dell'opera anche numerosi altri personaggi realmente esistiti, come Johann Tetzel, Johann Eck, Leone X, Tommaso De Vio e Johann von Staupitz. Il dramma ottenne un certo successo e quando andò in scena a Broadway vinse il Tony Award alla migliore opera teatrale. Un nuovo allestimento dell'opera è andato in scena al Royal National Theatre di Londra nel 2001.
L'opera è stata pubblicata nel 1964 in italiano da Giulio Einaudi Editore.